# Eybouleuf
Eybouleuf ist eine Gemeinde in Frankreich. Sie gehört zur Region Nouvelle-Aquitaine, zum Département Haute-Vienne, zum Arrondissement Limoges und zum Kanton Saint-Léonard-de-Noblat. Sie grenzt an Saint-Léonard-de-Noblat, Saint-Denis-des-Murs und La Geneytouse. Im Nordosten bildet die Vienne die Gemeindegrenze. Die Bewohner nennen sich Eybouleuvois, Eybouleuvoises, Eybouleuviens oder Eybouleuviennes.

## Bevölkerungsentwicklung
| Jahr      | 1962 | 1968 | 1975 | 1982 | 1990 | 1999 | 2008 | 2013 |
| --------- | ---- | ---- | ---- | ---- | ---- | ---- | ---- | ---- |
| Einwohner | 288  | 283  | 267  | 249  | 309  | 280  | 379  | 429  |

## Sehenswürdigkeiten
- Dolmen du Pouyol, Monument historique
- Kirche Saint-Pierre-ès-Liens, Monument historique

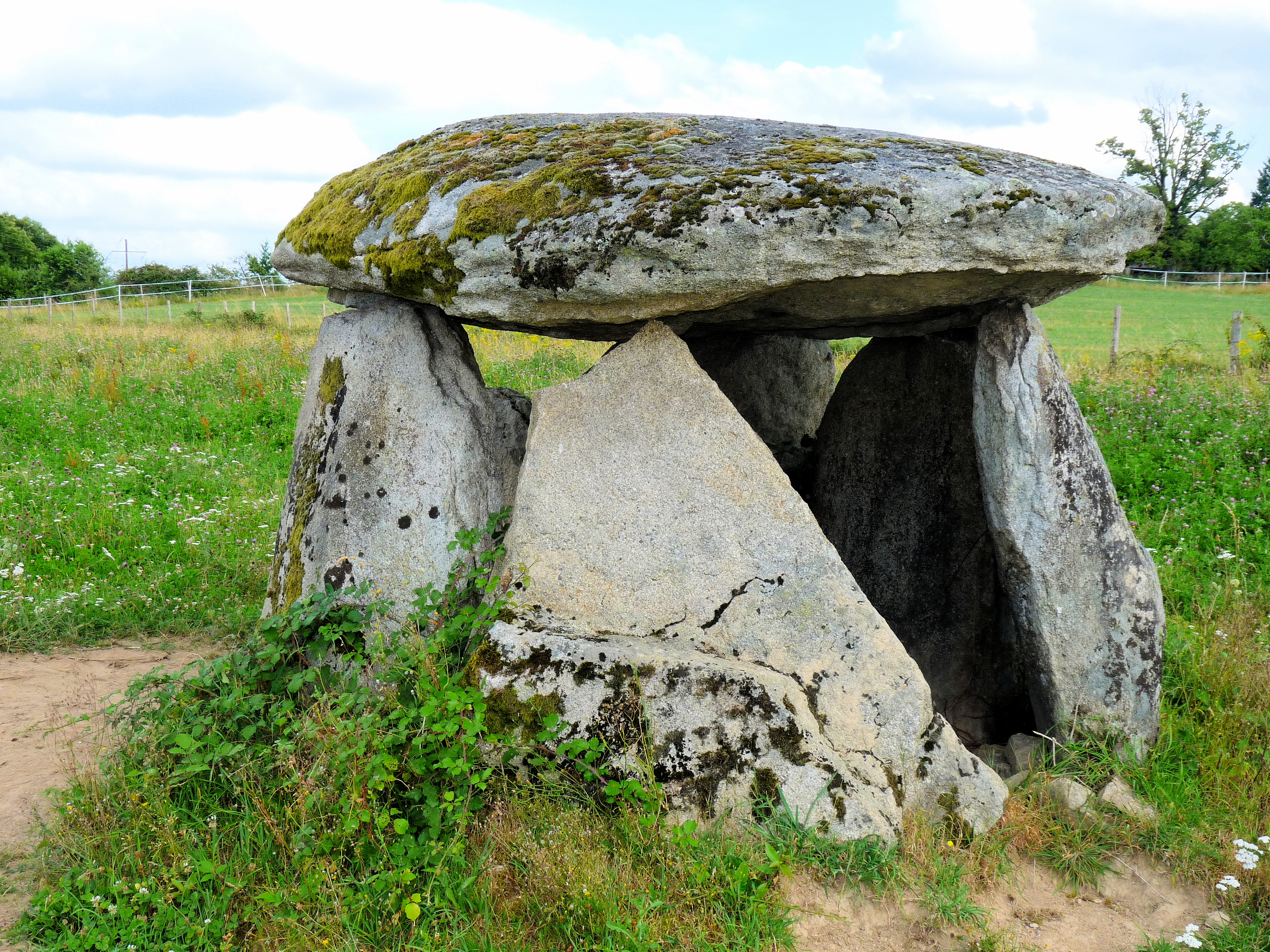
Dolmen du Pouyol
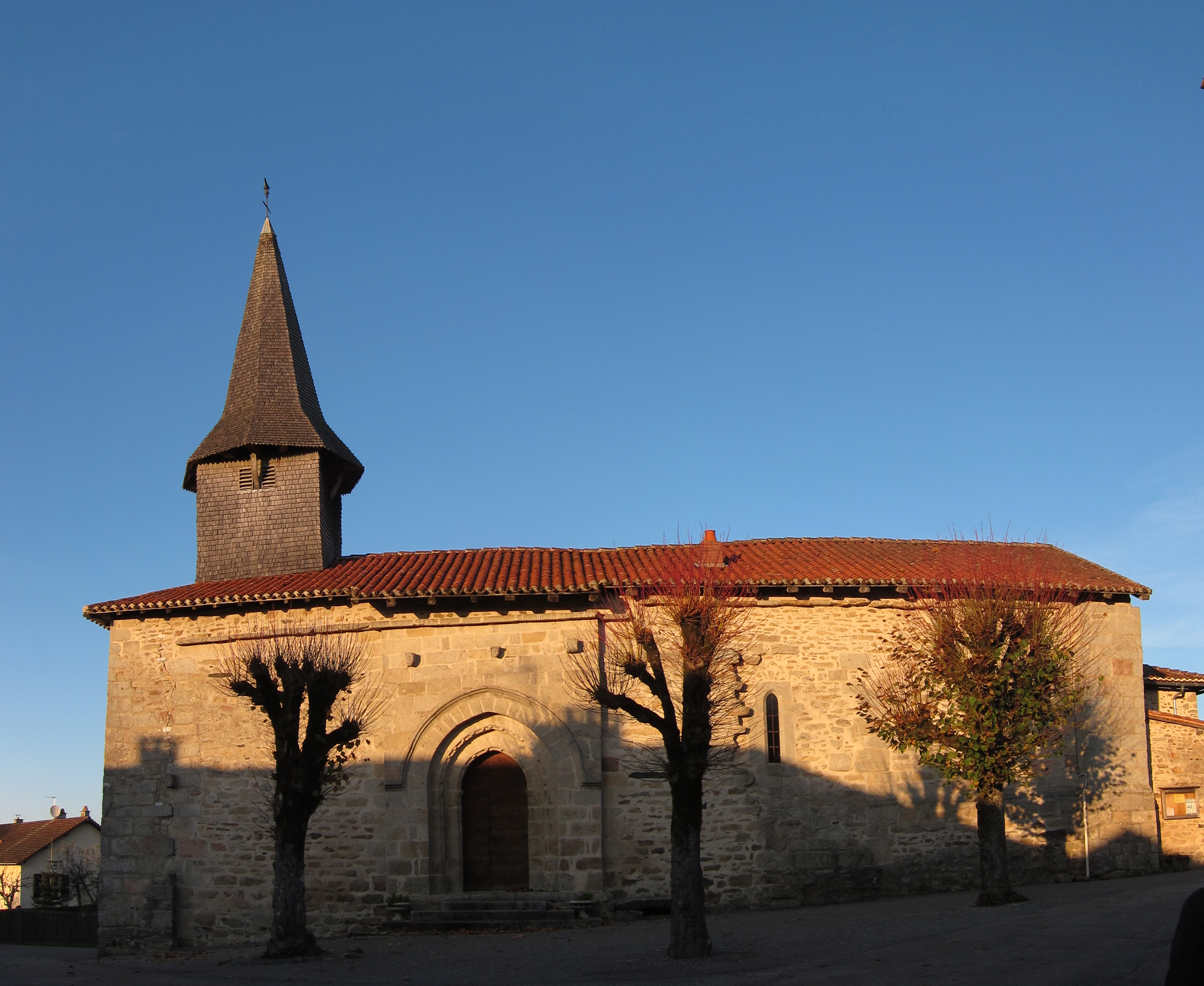
Kirche Saint-Pierre-ès-Liens